# بيفرلي نايا
بيفرلي نايا (بالإنجليزية: Beverly Naya)‏ (مواليد 17 أبريل 1989)، هي مُمثلة نيجيرية بريطانية من مواليد لندن. فازت بيفرلي بجائزة أفضل موهبة صاعدة في حفل توزيع جوائز نوليوود للأفضل لسنة 2010.

## وصلات خارجية
بيفرلي نايا على موقع IMDb (الإنجليزية)